# The Tourist (film 1921)
The Tourist è un cortometraggio muto del 1921 scritto e diretto da Jess Robbins.

## Produzione
Il film fu prodotto dalla Jimmy Aubrey Productions Inc. e dalla Vitagraph Company of America.

## Distribuzione
Distribuito dalla Vitagraph Company of America, il film - un cortometraggio in due bobine - uscì nelle sale cinematografiche statunitensi il 13 giugno 1921.